# Presidente dell'Uruguay
Il Presidente dell'Uruguay (in spagnolo: Presidente del Uruguay), ufficialmente conosciuto come Presidente della Repubblica Orientale dell'Uruguay (Presidente de la República Oriental del Uruguay) è il capo di Stato nonché capo del governo dell'Uruguay. Insieme alla Segreteria di Presidenza, la Prosegreteria di Presidenza, il Consiglio dei ministri e il direttore dell'Ufficio per la pianificazione e il bilancio, forma il potere esecutivo.
Il presidente della Repubblica è anche il comandante in capo delle Forze armate (Fuerzas Armadas del Uruguay).
In caso di assenza, il suo incarico è assunto dal vicepresidente.
L'attuale presidente è Yamandú Orsi.

## Mandato presidenziale
Dal 1990, il mandato del presidente è iniziato e si è concluso il 1º marzo. Questa stessa data per la fine della presidenza è avvenuta anche durante il 
Consejo Nacional de Gobierno (Consiglio nazionale del governo) (1952-1967) e non è inusuale dal 1839.

## Elezione
La Costituzione stabilisce che il Presidente deve essere eletto con sistema diretto in modo che possa esercitare il suo mandato di 5 anni (senza il diritto alla rielezione consecutiva). Il presidente e il vicepresidente sono eletti nella stessa lista elettorale, generalmente composta da candidati dello stesso partito. Se un candidato non ha acquisito la maggioranza assoluta dei voti, si svolge il secondo turno (in Uruguay, noto come balotaje).

## Funzioni
Ai sensi dell'articolo 168 della Costituzione, al presidente, che agisce con il rispettivo ministro o ministri, o il Consiglio dei ministri, è assegnato:
- La conservazione dell'ordine, della tranquillità interiore e della sicurezza all'esterno.
- Il comando di tutte le forze armate.
- La promulgazione di tutte le leggi, il rilascio di regolamenti speciali necessari per la sua attuazione.
- La presentazione di un discorso davanti all'Assemblea generale dell'Uruguay, in occasione dell'apertura di sessioni regolari.
- Il diritto di porre il veto alle leggi.
- Il diritto di proporre proposte di legge o modifiche a leggi precedentemente emanate.
- Il licenziamento di dipendenti pubblici per colpa, inadempienza o mancata soddisfazione.
- La gestione delle relazioni diplomatiche e, con il consenso del legislatore, il diritto di dichiarare guerra.
- Il diritto di dichiarare uno stato di emergenza quando necessario.
- La preparazione del bilancio statale.
- La negoziazione di trattati con ratifica del legislatore.

## Sede
La residenza ufficiale del Presidente dell'Uruguay è conosciuta come "Suárez y Reyes" e si trova a Prado, un quartiere di classe superiore nella regione settentrionale di Montevideo. La residenza fu costruita nel 1907, per ordine di José Batlle, e ospitò nove presidenti della storia dell'Uruguay. Il residence è limitato al giardino botanico di Montevideo.